# Hirschgraben (Speyer)

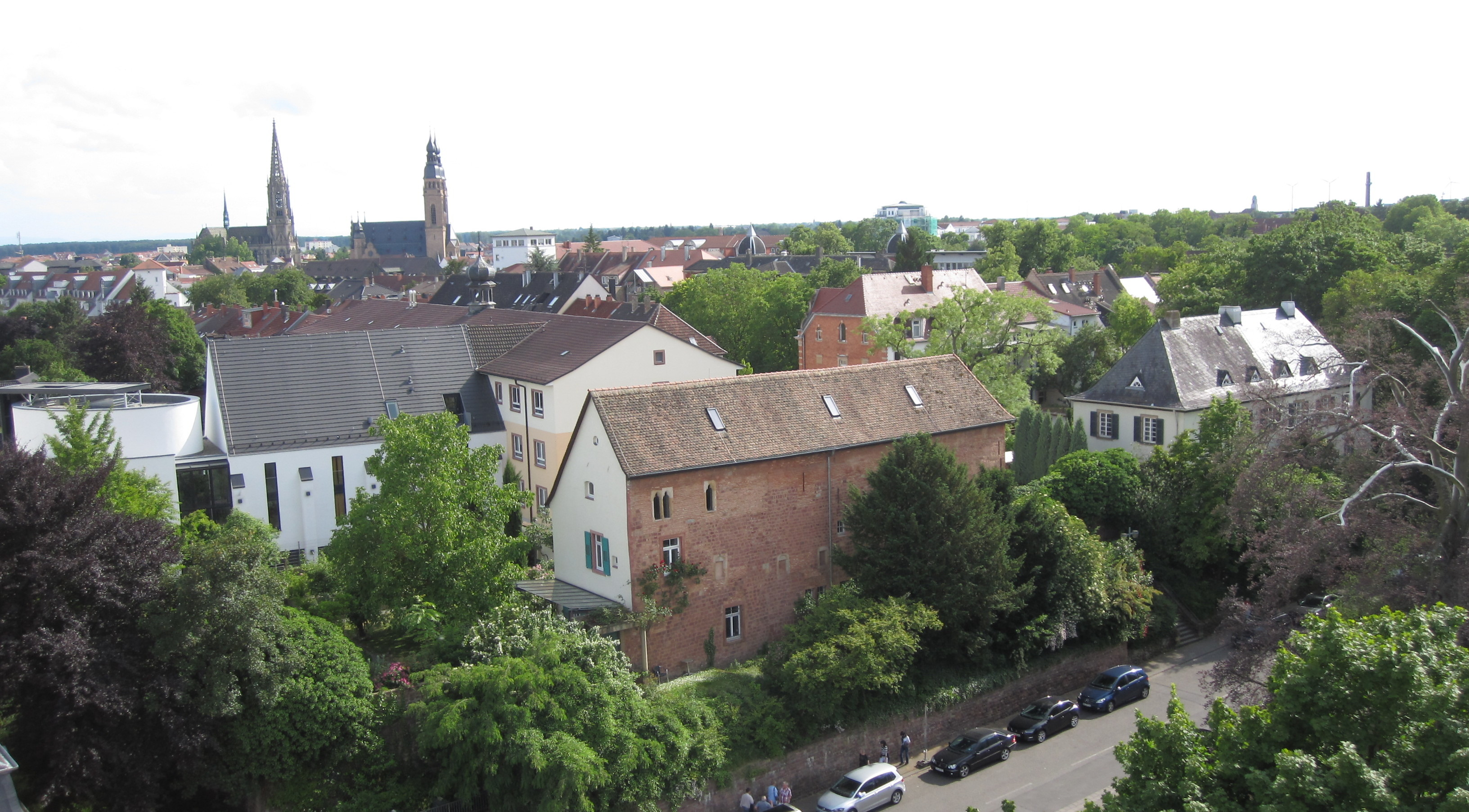
Blick auf den mittleren Teil des Hirschgrabens vom Turm von St. Bernhard aus gesehen. Hinter der Reihe geparkter Autos ist die Steintreppe zu erkennen, die zur St. Guido-Straße auf dem Weidenberg führt. Der weiße Gebäudekomplex früher St. Guido ist jetzt die Synagoge mit Gemeindehaus Beith-Schalom (Haus des Friedens)

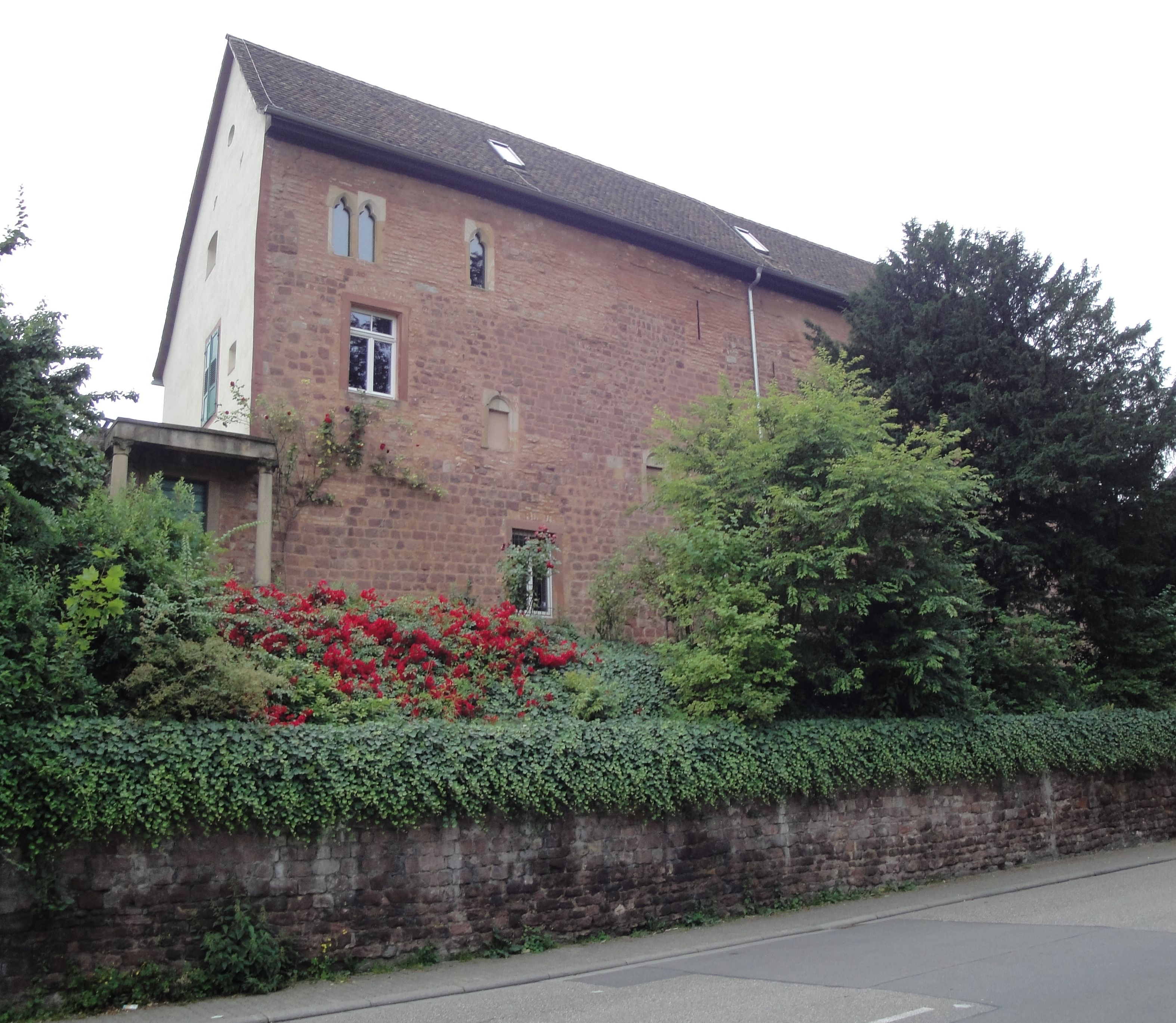
Integriert in ein Wohnhaus am Hirschgraben: das einzige erhaltene höhere Stück der Speyerer Stadtmauer. Spätsalische Quadermauer von etwa 1100. Erkennbar vor Ort noch die romanischen Zinnen, die in der spätgotischen Backsteinerhöhung deutlich abzulesen sind. Links neben dem Fallrohr der Dachrinne in diesem Bereich eine der vier erhaltenen Armbrustschießscharten. Am Straßenrand die Kontreeskarpemauer, hinter der sich der inzwischen verfüllte Hirschgraben befand.

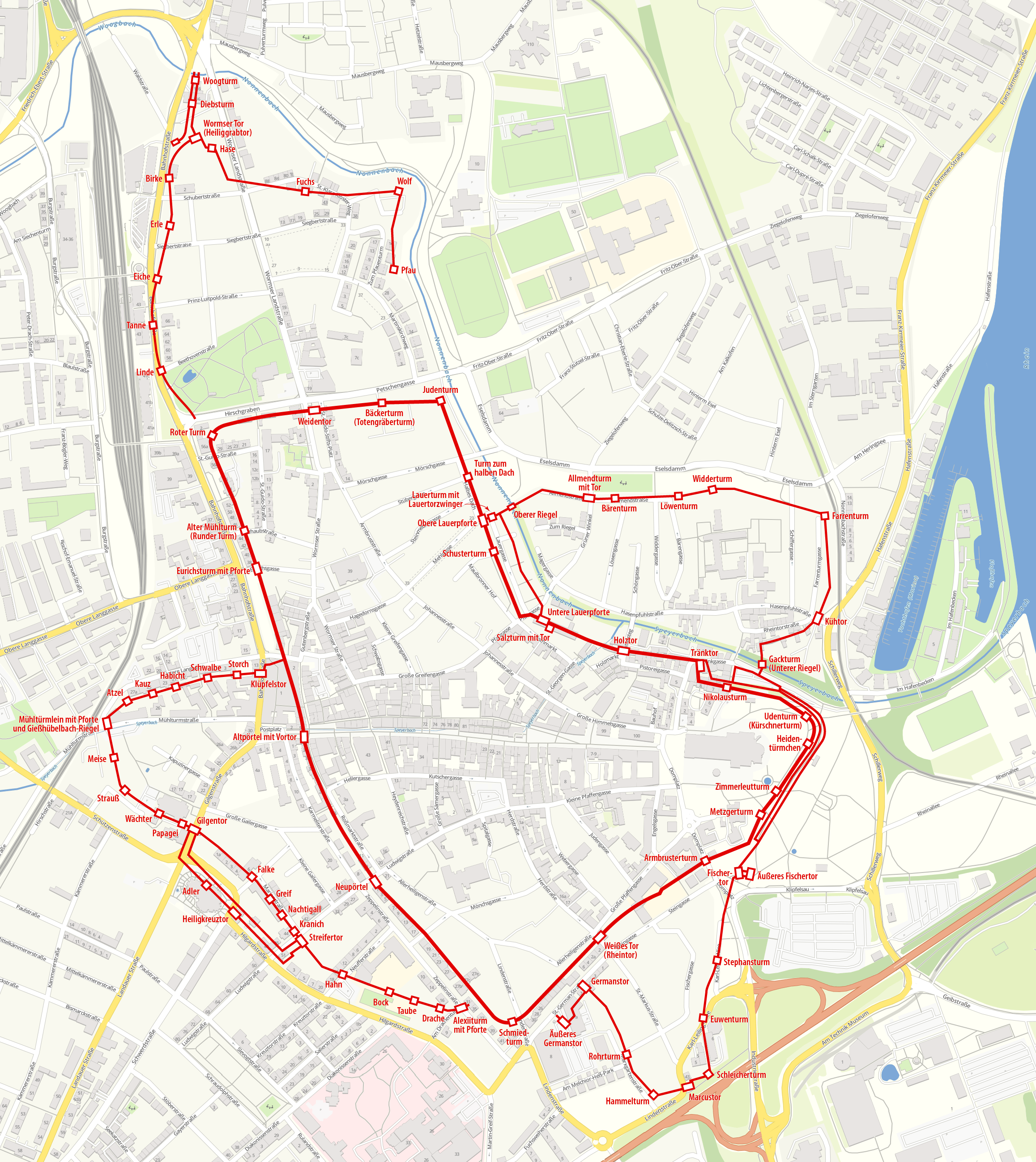
Karte der alten Speyerer Stadtbefestigung von Maximilian Dörrbecker, eingetragen in den modernen Stadtplan

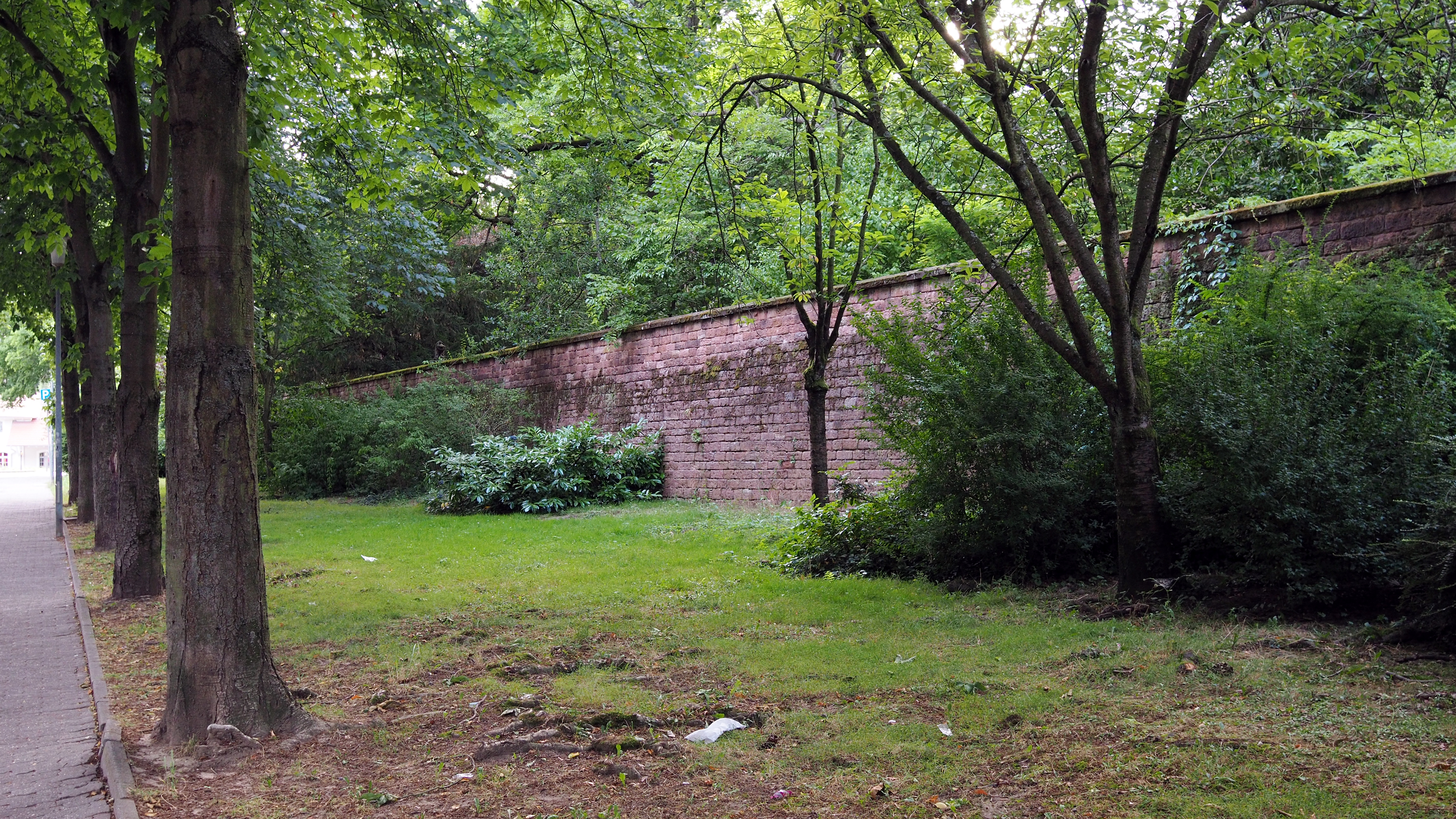
Die alte Friedhofsmauer, die heute den Adenauerpark umschließt vom Hirschgraben aus gesehen.

Der Hirschgraben war ein Wehrgraben der Speyerer Stadtbefestigung im Bereich zwischen Rotem Turm (nordwestlichster Eckturm des inneren Rings) und dem Weidentor. Heute ist der Hirschgraben eine Straße von Speyer, die nördlich dieses inzwischen aufgefüllten Grabens in ungefähr west-östlicher Richtung verläuft und die Bahnhofstraße im Westen mit der Wormser Landstraße im Osten verbindet. Die Straße steigt Richtung Bahnhofstraße an. Nach Osten über die Kreuzung mit der Wormser Landstraße hinaus fährt man in die Petschengasse, die vom Hochgestade in die Rheinniederung führt.
Nördlich des Hirschgrabens lag seit 1502 der Alte Friedhof Speyer, an dessen Südostecke 1953/54 die Friedenskirche St. Bernhard als Zeichen der Versöhnung von Deutschland und Frankreich gebaut wurde. Westlich der Kirche liegt Richtung Bahnhofstraße, umschlossen von der alten Friedhofsmauer, der aus dem Jahrzehnte ruhenden Friedhof entwickelte heutige Adenauerpark, eine ruhige und grüne Oase mitten in der Stadt, schräg gegenüber vom Hauptbahnhof Speyer, direkt gegenüber vom ehemaligen Güterbahnhof (heute Baudenkmal).
Südlich der Straße hinter dem aufgefüllten Hirschgraben steigt das Gelände einige wenige Meter an. Dort liegt ein kleiner Hügel, der sogenannte Weidenberg, wo gut 1000 Jahre lang eines der vier großen Stifte von Speyer, St. Guido, situiert war. Die letzten Mönche zogen von dort 1991 ins Pfarrhaus von St. Bernhard. Auf halber Strecke führt über den Graben eine steinerne Treppe den kleinen Hügel hoch. Durch den Durchgang in einem Stadtmauerrest können Fußgänger die St. Guido-Straße erreichen.

## Auszug Hirschgraben aus der Liste der Kulturdenkmäler der Stadt Speyer
| Bezeichnung                          | Lage                                        | Baujahr                                | Beschreibung | Bild                           |
| ------------------------------------ | ------------------------------------------- | -------------------------------------- | --- | ------------------------------ |
| Friedhofskapelle Unserer Lieben Frau | Hirschgraben 1, auf dem alten Friedhof Lage | zweites Jahrzehnt des 16. Jahrhunderts | kleiner spätgotischer Saalbau, zweites Jahrzehnt des 16. Jahrhunderts, Langhaus 1842 erhöht; an der Chor-Südseite Ölberg, um 1500; im Innern Grabmäler 16. bis 18. Jahrhundert | weitere Bilder Fotos hochladen |
| Wohn- und Geschäftshaus              | Hirschgraben 2 Lage                         | 1911/12                                | Eckwohn- und Geschäftshaus, zweiteiliger Mansarddachbau, Landhausstil, 1911/12, Architekt Peter Graf, Heidelberg, Erweiterungen 1925, Architekt Ludwig Boßlet                  | Fotos hochladen                |
| Katholische St.-Bernhard-Kirche      | Hirschgraben 3 Lage                         | 1953/54                                | historisierender Sandsteinquaderbau mit freistehendem Glockenturm, 1953/54, Architekten August Josef Peter und Ludwig Ihm; bauliche Gesamtanlage mit Pfarrhaus und Rampe       | weitere Bilder Fotos hochladen |
| Wohnhaus                             | Hirschgraben 4/6 Lage                       | 1925                                   | zeittypischer Walmdachbau, 1925, Architekt Heinrich Müller, auf mittelalterlicher Stadtmauer                                                                                   | Fotos hochladen                |